# Grahame Cheney
Grahame Francis Cheney (ur. 27 kwietnia 1969 w Lithgow) – australijski bokser kategorii lekkopółśredniej i półśredniej.

## Igrzyska Olimpijskie
W 1988 roku na letnich igrzyskach olimpijskich w Seulu zdobył srebrny medal.

## Igrzyska Wspólnoty Narodów
W 1990 roku na Igrzyskach Wspólnoty Narodów w Auckland zdobył brązowy medal w kategorii półśredniej.